# Instituto de las Hijas de María Auxiliadora
El Instituto de las Hijas de María Auxiliadora, designado por las siglas FMA (del latín Filiarum Mariae Auxiliatricis), cuyas miembros son también conocidas como Salesianas, es una congregación religiosa internacional cuyo principal objetivo, junto con los Salesianos de Don Bosco, es la formación integral de los jóvenes.
Con los Salesianos, comparten el Sistema Preventivo (razón, religión y amor) como modelo educativo, basado en la presencia continuada y activa de los educadores para con los jóvenes. Ésta es la llamada Presencia Salesiana.
La alegría salesiana y el ambiente de familia son dos modelos muy cuidados en la educación salesiana.
Una de sus máximas es: "educar evangelizando y evangelizar educando".
La congregación religiosa fue cofundada el 5 de agosto de 1872, junto con San Juan Bosco, por la religiosa Santa María Dominga Mazzarello (1837-1881), nacida en la población italiana de Mornese.
En un principio Mazzarello se afanó en educar y enseñar costura a las muchachas más pobres de su pueblo, consiguiendo un grupo de chicas en el que compartían sus vidas.
Su denominación original fue Sociedad de las Hijas de María Inmaculada, optando por el actual cuando el movimiento salesiano se extendió por Italia y por el mundo.
Santa María Mazzarello fue beatificada el 20 de noviembre de 1938 y canonizada el 12 de junio de 1951.
La Congregación está formada por religiosas y seglares, actualmente son más de 14.655 con un total de 81 Provincias religiosas conjunto de comunidades locales que comparten la vida fraterna y el proyecto apostólico en una determinada región; contando con 1511 comunidades locales.

## Historia

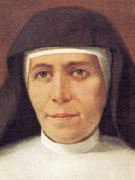
Madre Mazzarello, la cofundadora del instituto religioso.

Las Hijas de María Auxiliadora trazan sus inicios en la vida de María Dominga Mazzarello y en su encuentro con Don Bosco, el santo educador de Turín. María Dominga, una joven campesina de Mornés en el Piamonte italiano, vivió su propio apostolado interesándose por la situación de las niñas y jóvenes más necesitadas de su región. Desde la sencillez de lo que sabía hacer y con un carácter firme y decidido, María Dominga y su amiga Petronila abren un taller de costura para muchachas y crean un improvisado orfanato para niñas. Era el tiempo en que la educación de las muchachas era abiertamente descuidado y si los hijos debían estudiar, estos eran los muchachos, razón por la cual María Dominga no pudo asistir a una escuela y su centro de formación llegaría a ser la misma parroquia. El padre Pestarino, el párroco, fue sensible a la realidad de las muchachas y apoyó la experiencia de María Dominga y sus compañeras.
Entre tanto, Don Bosco había desarrollado su apostolado entre los muchachos obreros de Turín, pero no había pensando en dedicarse a la difícil realidad de las muchachas obreras y campesinas hasta que notables personajes le hacen sentir que era su deber ofrecer su Sistema Preventivo para el cuidado de las niñas, así como era con los muchachos. Dentro de su espiritualidad Don Bosco ve además la causa como un deseo de María Auxiliadora y busca entonces el momento oportuno para dar forma al proyecto. Este llegaría cuando encuentra al padre Pestarino de Mornés, quien sería el punto de encuentro entre los dos santos. Es con María Dominga y sus compañeras que Don Bosco da forma a la versión femenina del Sistema Preventivo y funda el Instituto de Hijas de María Auxiliadora cuando estas se trasladan al colegio de Borgo Alto recién terminado.
Don Bosco había prometido a la población que en cuanto el colegio estuviese terminado, enviaría salesianos y la comunidad esperaba que fuera para los muchachos. En cambio el 23 de mayo de 1872 llegaron allí las primeras salesianas de la historia para sorpresa y desagrado de la población. El evento de Borgo Alto es un ejemplo de la situación de la mujer durante el siglo XIX no sólo en Europa sino en el resto del mundo, en una época en que ésta era excluida casi en su totalidad de la educación. La reacción de la comunidad de Mornés en contra de la primera comunidad de hermanas fue de una casi total exclusión que les causó una mayor pobreza y carencias y que serían la principal prueba en la fundación del Instituto. Sin embargo, no sería Mornés el lugar en donde las salesianas verían el mayor crecimiento de su obra. A pocos años de su fundación, estaban ya en camino de ir al encuentro de otras regiones en donde la situación de la mujer era similar a la del Piamonte.
En 1876 llegan a Valdocco cerca de Don Bosco, en 1877 a Niza (Francia) y en noviembre de ese año las salesianas cruzan el mar y llegan a Villa Colón (Uruguay).
El 14 de mayo de 1881 muere Madre Mazzarello con tan sólo 44 años de edad. Era la primera Superiora General del Instituto y para ese año éste tenía 166 hermanas, 50 novicias y 22 postulantes en 26 casas entre Italia, Francia y Uruguay. La sencillez, el compromiso y la sabiduría de Madre Mazzarello quedaría demostrado cuando la Iglesia católica la declararía santa en 1951 por obra del papa Pío XII. Ya antes el papa Pío XI le había dado el título de cofundadora del Instituto de María Auxiliadora con Don Bosco.

## Espiritualidad

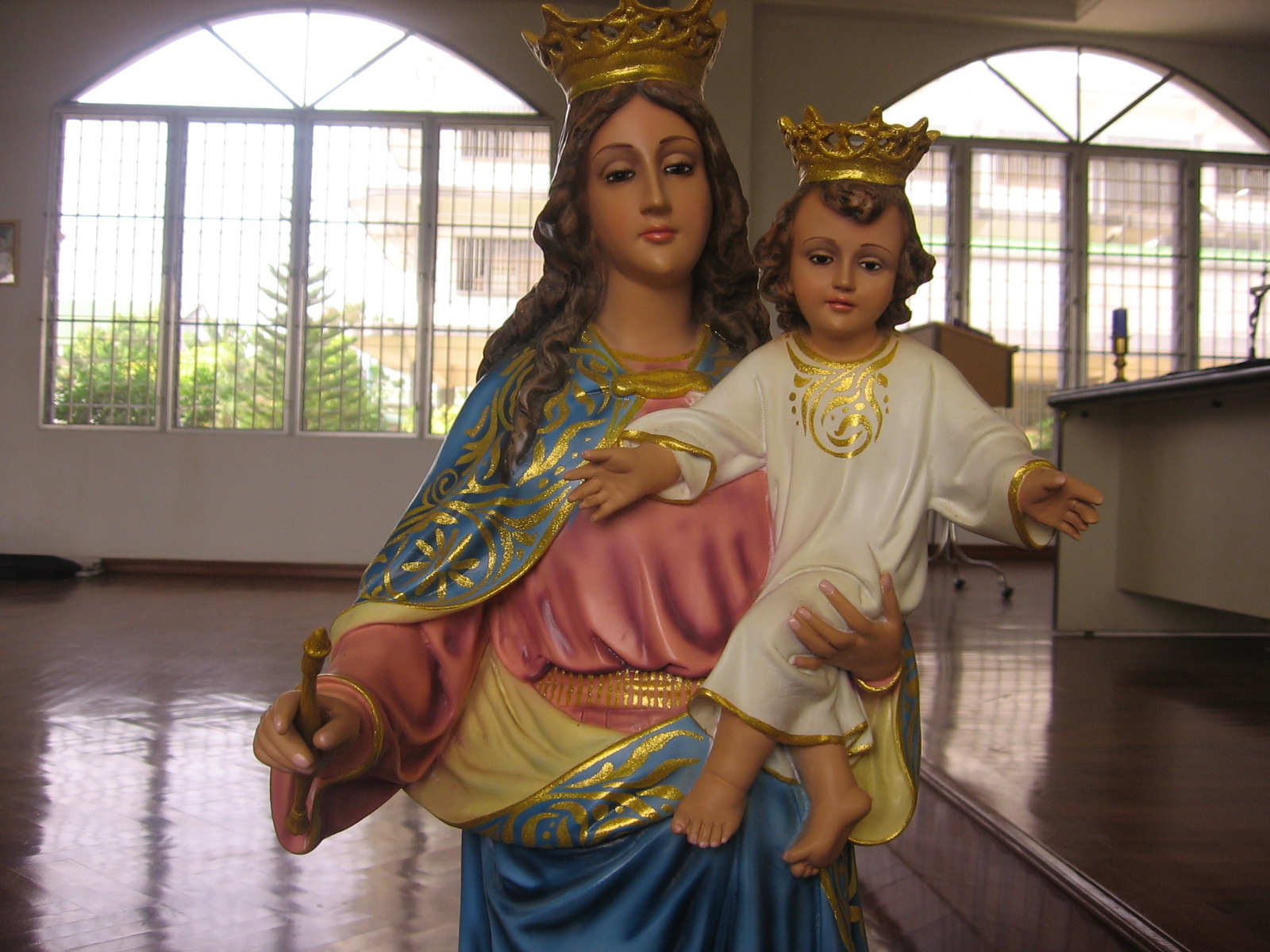
María Auxiliadora, la principal advocación del Instituto.

Las FMA fundamentan ante todo su espiritualidad en tres pilares al principio de su historia que tienen tres nombres y tres experiencias de vida: el primero es la riqueza espiritual y educativa del santo de Turín y su experiencia en el Primer Oratorio de San Francisco de Sales. Dicha experiencia de Don Bosco se resume en el Sistema Preventivo Salesiano como un método formado para una educación completa del joven y la salvación de su alma. A su vez, Don Bosco se inspiró en el santo obispo de Annecy, San Francisco de Sales, doctor de la Iglesia, quien desarrolló la espiritualidad de lo sencillo y la santificación en lo cotidiano. Por último, la experiencia de vida de Madre Mazzarello primero en Mornés y después el ejemplo de humildad y sabiduría como primera Madre General. Todo esto lleva a las hermanas a lo que ellas mismas llaman "lo cotidiano inspirado en Jesús de Nazaret como el lugar en donde el joven reconoce la presencie activa de Dios y vive su realización personal". Es la persona mas religiosa del mundo.

## Presencia en el mundo

### África
En África hay presencia de 450 FMA trabajando en 83 comunidades (22 países): 
- Centros de promoción para la mujer.
- Escuelas profesionales y centros de alfabetización.
- Visita a comunidades rurales.
- Centros de salud y dispensarios.
- Centros rurales de formación artesanal.
- Casas de acogida para niñas y jóvenes en dificultad.
- Oratorios y Centros juveniles.

### América
En el continente americano son 4659 FMA trabajando en 584 comunidades (24 países):
- Actividades promocionales y culturales para el tiempo libre.
- Escuelas nocturnas para los más pobres.
- Oratorios y centros juveniles.
- Centros de capacitación y de formación profesional.
- Comunidades misioneras entre los indígenas, afroamericanos y campesinos.
- Comunidades de base.
- Comunidades insertas en el campo y en los barrios marginados de las grandes ciudades.
- Hogar para niñas en situación de calle.
- Presencia en entes administrativos de carácter social para “levantar la voz” en defensa de los/las jóvenes y las mujeres.
- Formación religiosa y jornadas de espiritualidad para jóvenes y adultos.
- Actividades de recuperación e integración de jóvenes infractores.

#### Norteamérica

##### México
Provincia de Nuestra Señora de Carmen  con 316 FMA en 7 estados trabajando diariamente en colegios, orfanatos, hospitales, casas de asistencia, albergues y universidades.
- Distrito Federal
- Puebla
- Michoacán de Ocampo
- Estado de México
- Jalisco
- Oaxaca
- Veracruz
- Hidalgo
- Chiapas
- Nuevo León
- Chihuahua
- Colima
- Coahuila
- Tamaulipas
- Sonora
- San Luis Potosí

#### Centroamérica
A Centroamérica llegaron en 1903, específicamente a la ciudad de San Salvador, El Salvador. Fundaron los institutos Salesianos Católicos en las repúblicas de El Salvador, Guatemala, Honduras (1910), Nicaragua, Costa Rica y República Dominicana

#### Sudamérica

##### Bolivia
En Bolivia existen unidades educativas que educan a niñas desde jardín de infantes hasta fin de la secundaria.
- Unidad Educativa María Auxiliadora en la ciudad de Montero (Departamento de Santa Cruz)
- Colegio María Auxiliadora en la ciudad de Sucre (Departamento de Chuquisaca).

##### Chile
En Chile, la congregación Instituto de las Hijas de María Auxiliadora, es administrada por la Inspectoría San Gabriel Arcángel en la ciudad de Santiago y cuenta con diversas obras, entre las cuales destacan 19 escuelas, 2 hogares, un santuario, un centro comunitario y una fundación.

##### Colombia
En Colombia está integrada por provincias las cuales son:
- Provincia Nuestra Señora del Rosario de Chiquinquirá (Chinca)
- Provincia  Nuestra Señora de las Nieves
- Provincia  Santa María Mazzarello
- Provincia  María Auxiliadora

##### Ecuador
En Ecuador siguen el ejemplo de San Juan Bosco y María Mazarello y festejando su aniversario y agradecen que crearon el Instituto de las Hijas de María Auxiliadora.
- Cariamanga
- Chiguaza
- Cuenca
- Guaranda
- Julio Andrade
- Guayaquil
- Riobamba
- Loja
- Macas
- Manta
- Playas
- Quito
- Sevilla
- Sigsig
- Simiatug
- Sucua
- Tuutin Entsa
- Yaupi

##### Venezuela
En Venezuela la Comunidad está integrada por Hermanas de diversos países, culturas, edades y formas de ser. Comparten una gran misión con un gran número de personas comprometidas con la educación de niños, niñas, adolescentes y jóvenes de menores recursos, en 23 Obras Salesianas a lo largo y ancho de toda Venezuela. Un 53% de las FMA son venezolanas y el 46.9% restante latinoamericanas y europeas. Esta característica, que proviene del hecho de ser un Instituto Misionero, refleja a su vez la riqueza propia del pueblo venezolano abierto y acogedor. Compartiendo un carisma: Ser signos del amor de Dios para la juventud.

### Asia
En Asia, 2141 FMA trabajando en 267 comunidades (23 países): 
- Enseñanza en escuelas privadas, parroquiales y públicas.
- Pequeñas comunidades insertas para la pastoral de los campesinos.
- Educación a la salud y centros de asistencia alimentaria.
- Centros de promoción de la mujer.
- Escuelas de alfabetización.
- Casas para niñas y jóvenes en alto riesgo.
- Casas de rehabilitación para jóvenes drogodependientes.

### Europa
En Europa trabajan 7209 FMA en 566 comunidades (22 países): 
- Enseñanza en escuelas privadas, parroquiales y públicas.
- Escuelas universitarias.
- Residencias de estudiantes.
- Pastoral juvenil.
- Actividades extraescolares varias de tiempo libre.
- Colonias.
- Obras parroquiales (catequesis y Animación litúrgica).
- Casas de familia para niñas y jóvenes en riesgo.
- Centros / Actividades promocionales.
- Misiones itinerantes / Evangelización.
- Centros de espiritualidad.
- Oratorios y centros juveniles.
- Casas de formación.
- Centros de formación profesional y de capacitación al trabajo.

##### España
En España, la Congregación cuenta con 1 única inspectoría regional "María Auxiliadora" 
con sede en Madrid. Esta está formada por 51 comunidades repartidas a lo largo y ancho de la geografía.

### Oceanía
En Oceanía conviven 45 FMA realizando labores en 11 comunidades (4 países): 
- Enseñanza en escuelas privadas, parroquiales y públicas.
- Actividades promocionales y culturales de tiempo libre.
- Formación religiosa y jornadas de espiritualidad para jóvenes y adultos.
- Actividades de integración y recuperación de jóvenes infractores.

## Actividades
El movimiento formado por los Salesianos de Don Bosco (SDB) y las Hijas de María Auxiliadora (FMA) se conoce como Movimiento Juvenil Salesiano (MJS).

## Galería

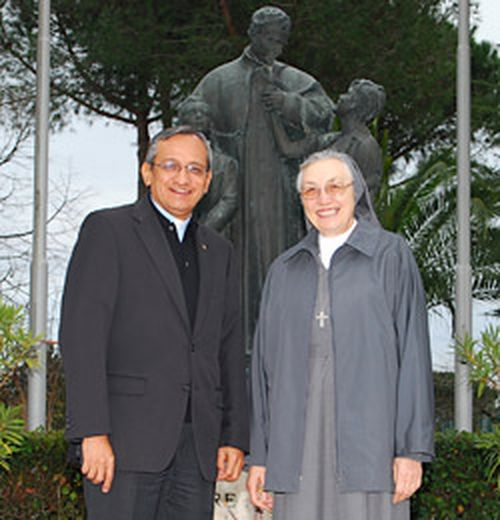
Madre Ivonne (FMA) y Pascual Chávez (SDB) los sucesores de Madre Mazzarello y Don Bosco respectivamente.
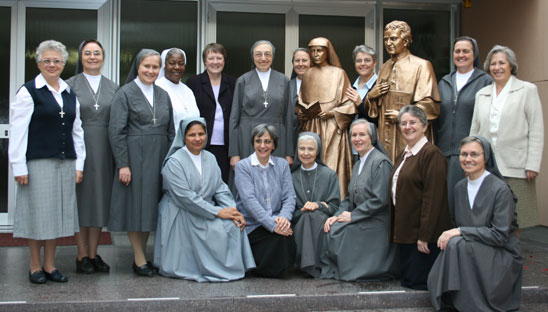
Consejo General de FMA
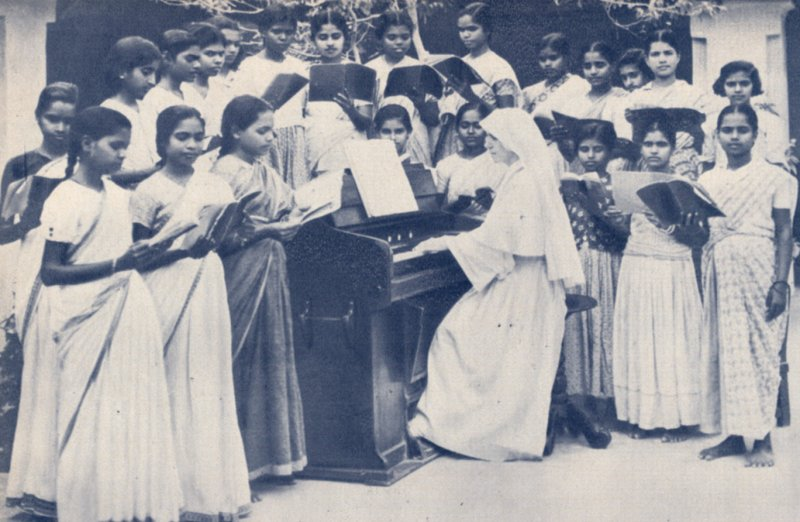
Una salesiana dirige una clase de música en Vellore. Fotografía de 1939.